# Wiatrowiec (przystanek kolejowy)
Wiatrowiec – dawny przystanek kolejowy w Wiatrowcu na linii kolejowej nr 206, w województwie wielkopolskim.